# Kanchalan
Kanchalan  (tiếng Nga: Канчалан) là một sông dài 426 km tại khu tự trị Chukotka ở Viễn Đông Nga. Sông chảy qua những viungf dân cư thưa thớt của lãnh nguyên Siberi và theo hướng nam đổ vào biển Bering tại vịnh Anadyr qua Anadyrskiy Liman. Diện tích lưu vực sông là 20.600 km².
Có một điểm định cư nhỏ gần cửa sông gọi là Kanchalan. Cá voi trắng thường xuất hiện ở vùng nước cửa sông.